# Peter Kersten (Zauberkünstler, 1943)

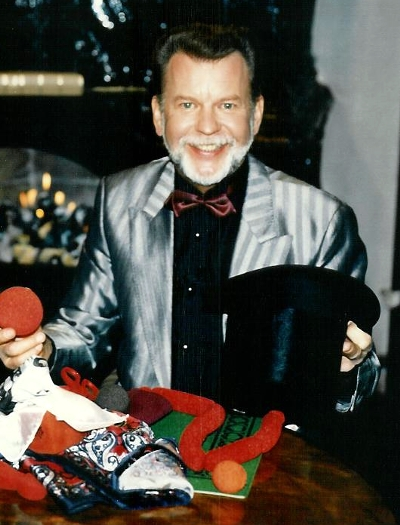
Der Zauberpeter auf Schloss Kuckuckstein

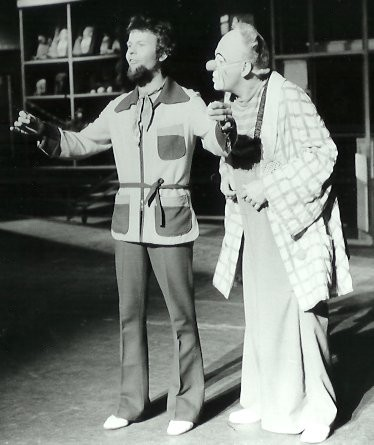
Clown Ferdinand mit dem Zauberpeter im Berliner Friedrichstadtpalast

Peter Kersten (* 26. Juli 1943 in Forst (Lausitz); † 31. Oktober 2023 in Radebeul) war ein deutscher Moderator und Zauberer. Er wurde als Zauberpeter und The Magic Doctor durch Sendungen wie Zauber auf Schloß Kuckuckstein im DDR-Fernsehen bekannt.

## Leben und Wirken

### Zu DDR-Zeiten
Kersten studierte Chemie an der Friedrich-Schiller-Universität Jena und schrieb nach eigenen Angaben eine Dissertation, die allerdings weder in der Deutschen Nationalbibliothek noch in der Thüringer Universitäts- und Landesbibliothek hinterlegt ist. Seinen ersten Fernsehauftritt hatte er 1964, als er in der Talentshow Herzklopfen kostenlos von Heinz Quermann als Magier auftrat. Von seiner ersten eigenen Fernsehshow Köpfchen, die er als Student moderierte, wurden über 40 Sendungen ausgestrahlt. Nach seiner Promotion in Physik und Chemie wechselte er in das Showbusiness.
1974 begann er bei der Revue Hokus Pokus Ferdinand an der Seite von Clown Ferdinand seine Karriere in Berlin. 1977 wurde Kersten von der Academy of Magical Arts in Hollywood als Gastmagier nominiert und erhielt den „Zauber-Oscar“. Beim Fernsehen der DDR liefen bis 1985 über einhundert Folgen seiner Kindersendung Kunterbunt. Des Weiteren trat er auch bei der Abendshow Ein Kessel Buntes auf. Von 1985 bis 1991 lief die Sendung Zauber auf Schloß Kuckuckstein mit dem „Schloss-Butler“ Eduard, gespielt von Edgar Külow.
Seit 1978 war Monika Bäthge seine Technikerin und Requisitenbauerin. Urte Blankenstein, die als Frau Puppendoktor Pille im Kinderprogramm des Deutschen Fernsehfunks auftrat, war seine langjährige Assistentin. Er nahm sie seit 1981 auch ins damals so genannte Nichtsozialistische Wirtschaftsgebiet mit.

### Nach der Wende
Im März 1991 übernahm er bei der Vorentscheidung zum Grand Prix Eurovision de la Chanson im Berliner Friedrichstadtpalast, Ein Lied für Rom, neben Hape Kerkeling den Showteil. Im Berliner Kabarett von Dieter Hallervorden Die Wühlmäuse hatte er wie in der von Karl Dall moderierten Talksendung Jux und Dallerei (1994) neben Tom Gerhardt und Dolly Buster einen Gastauftritt. 2014 tourte Kersten mit seinem Theaterprogramm Wunder inclusive durch Deutschland und erstellte die Videoproduktion Zaubern lernen kinderleicht für Kinder.

### Reisen und Reportagen
Kersten drehte seit 1995 u. a. auch für das Auslandsmagazin Windrose des MDR-Fernsehens Reisefilme und Reportagen über die Kulturen und die Flora und Fauna seiner Reiseziele. Besonders faszinierte den passionierten Fotografen, Kameramann und Taucher die südpazifische Inselgruppe Vanuatu. Verteilt auf fünf Jahre hielt er sich dort für etwa 14 Monate auf, sammelte ungewöhnliche Bilder und Geschichten und stellte so ein Bild des Landes, der Kultur, der Menschen und besonderer Ereignisse dar. Kersten besaß eines der umfangreichsten deutschen Fernseharchive über diese Inselgruppe.
Beim MDR liefen auch Weihnachtsreportagen wie Heiligabend auf der Weihnachtsinsel (2004) und Weihnachtsmann im Karneval (2005). Dabei zauberte er in einer Schule auf Fidji, auf dem Vulkan Batur in Bali, für Echsen auf Bonaire, im Urwald von Vanuatu und unter Wasser.

## Privates
Peter Kersten lebte von 2000 bis 2014 auf Sumba in Indonesien und dann in Coswig in Sachsen. Er war ab 2010 mit einer Indonesierin verheiratet. Mit ihr eröffnete er 2012 ein Hotel. Nach dem Ende der Ehe kehrte Kersten Ende 2014 nach Deutschland zurück, lebte zunächst im Bielatal und zog dann nach Coswig.
Kersten starb im Oktober 2023 im Alter von 80 Jahren im Hospiz Radebeul an den Folgen einer Krebserkrankung. Seine Urne wurde auf dem Friedwald Oberau beigesetzt.